# Eraryk
Eraryk (zm. 541) – król ostrogocki obrany przez starszyznę 25 maja 541 roku. Pochodził z germańskiego plemienia Rugów, które walczyło u boku Ostrogotów. W Konstantynopolu potwierdzono jego władanie, jednak część starszyzny gockiej ofiarowała koronę Totili, który w październiku 541 rozkazał zgładzić swego konkurenta Eraryka.